# Miloš Lačný
Miloš Lačný (ur. 8 marca 1988 w Lewoczy) – słowacki piłkarz występujący na pozycji napastnika. Od 2018 występuje w klubie Torpedo Kutaisi.

## Kariera
Lačný podpisał profesjonalny kontrakt z MFK Ružomberok w 2007 roku, spędził cztery lata jako junior i udało mu się zdobyć 16 bramek w 50 ligowych meczach. W grudniu 2009 roku jego pozyskaniem był zainteresowany m.in. Celtic Glasgow, ostatecznie jednak podpisał 3-letni kontrakt ze Spartą Praga w styczniu 2010 roku. 1,5 roku później, po rozegraniu tylko 15 meczów dla praskiej drużyny, Słowak wrócił na testy do Celticu, jednak nie przekonał do siebie sztabu szkoleniowego. Został wypożyczany do Slovana Bratysława oraz szkockiego Dundee United. Po epizodzie w Czechach Lačný wrócił do swojego macierzystego klubu, w którym zaczynał swoją karierę piłkarską. Rozgrywając 16 meczów, strzelił 11 goli. Później grał także w Kazachstanie, a konkretnie w zespole Kajrat Ałmaty. Przez około pół roku pozostawał bez klubu, jednak został zaproszony na testy do Śląska Wrocław. Słowak przekonał do siebie trenerów i został nowym zawodnikiem Mistrza Polski 2012.